# Titularbistum Horrea
Horrea (ital.: Orrea) ist ein ehemaliges Bistum der römisch-katholischen Kirche und heute ein Titularbistum.
Es geht zurück auf einen Bischofssitz in der gleichnamigen antiken Stadt Horrea, die in der Spätantike in der römischen Provinz Mauretania Sitifensis (heute nördliches Algerien) lag. Spätestens im Zuge der islamischen Expansion ging der Bischofssitz unter.
| Titularbischöfe von Horrea |                              |                                                                                             |                   |                    |
| Nr.                        | Name                         | Amt                                                                                         | von               | bis                |
| 1                          | Nicolas Gervaise             | Apostolischer Vikar der Antillen und der Karibik                                            | 3. Juni 1726      | 20. November 1729  |
| 2                          | Francis Patrick Carroll      | emeritierter Bischof von Calgary (Kanada)                                                   | 28. Dezember 1966 | 25. Februar 1967   |
| 3                          | Francis Xavier Hsu Chen-Ping | Weihbischof in Hong Kong / Apostolischer Administrator von Hong Kong (Kronkolonie Hongkong) | 12. Juni 1967     | 29. Mai 1969       |
| 4                          | Alphonse U Than Aung         | Weihbischof in Mandalay (Myanmar)                                                           | 28. April 1975    | 25. September 1978 |
| 5                          | Carlos Stetter               | Weihbischof in Chiquitos (Bolivien)                                                         | 3. Oktober 1987   | 7. Januar 1995     |
| 6                          | Julio César Terán Dutari SJ  | Weihbischof in Quito (Ecuador)                                                              | 12. Juli 1995     | 14. Februar 2004   |
| 7                          | Luigi Stucchi                | Weihbischof in Mailand (Italien)                                                            | 8. April 2004     | 20. Dezember 2022  |
| 8                          | Michele Di Tolve             | Weihbischof in Rom (Italien)                                                                | 26. Mai 2023      |                    |